# 温琴佐·马恩扎
温琴佐·马恩扎（義大利語：Vincenzo Maenza，1962年5月2日—），意大利男子摔跤运动员。他曾代表意大利参加1980年、1984年、1988年和1992年夏季奥林匹克运动会摔跤比赛，共获得二枚金牌和一枚银牌。